# Stift Obermünster
Das im Zweiten Weltkrieg stark zerstörte Stift Obermünster war wie das nahezu zeitgleich entstandene Stift Niedermünster ein ehemaliges Kanonissenstift, gelegen in der heutigen südlichen Altstadt von Regensburg im sog. Obermünsterviertel, westlich vom dort gelegenen Jesuitenplatz.
Das Stift wurde in der Zeit der Karolinger im späten 8. Jahrhundert erbaut und 866 erstmals urkundlich erwähnt. Als Reichsabtei Obermünster war das Stift im Bayerischen Reichskreis vertreten. Ab 1484 hatte das Stift zudem Sitz und Stimme im Reichstag.
Das Gebäude der zugehörigen Kirche wurde im März 1945 durch Bombentreffer fast vollständig zerstört. Die Ruinen sind als Mahnmal erhalten. Der etwas nördlich entfernt von der ehemaligen Kirche frei stehende hohe Kirchturm blieb als weithin sichtbarer Campanile unbeschädigt erhalten. Auch die ehemaligen Stiftsgebäude blieben erhalten.

## Geschichte

### Vom Klosterstift zur Reichsabtei

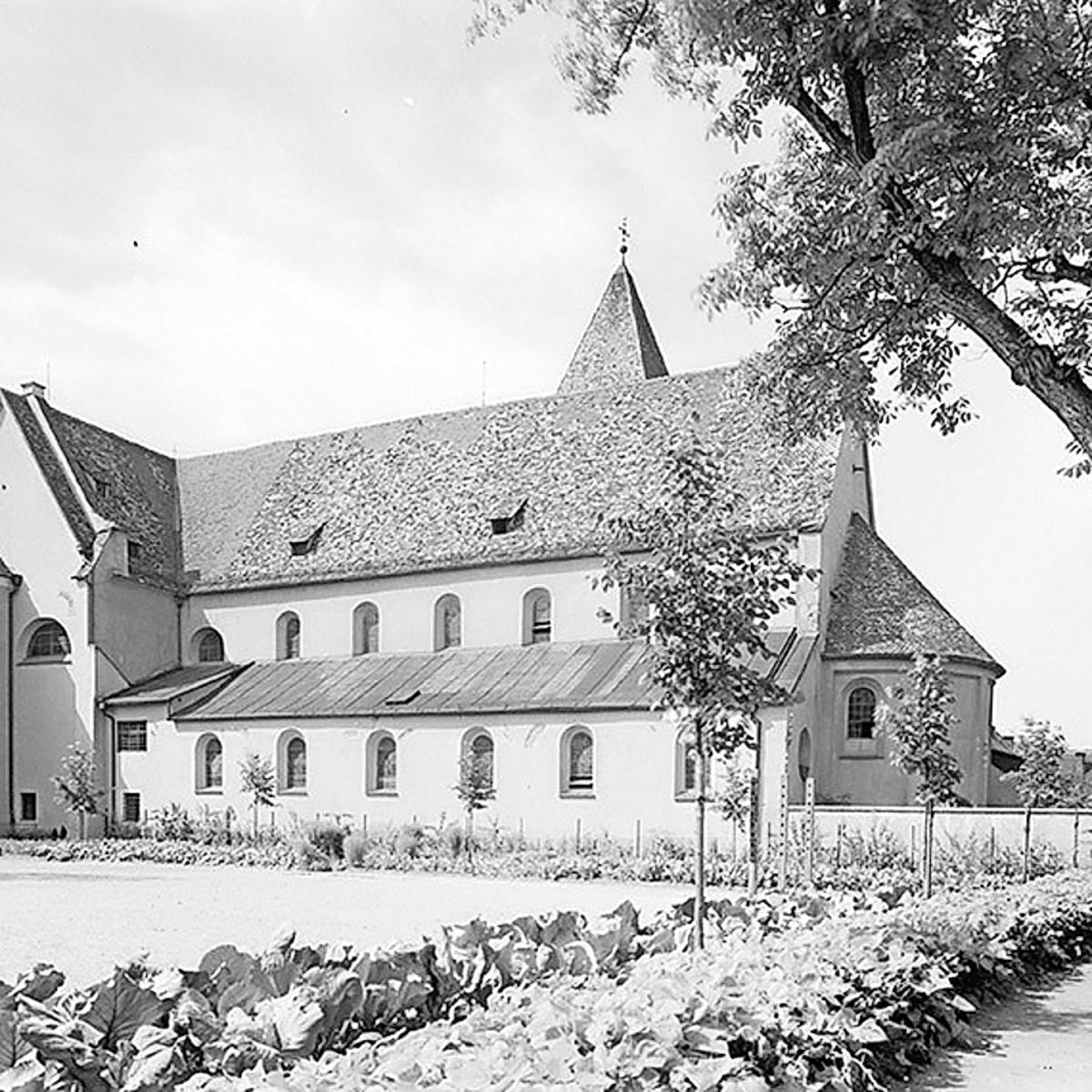
Die Obermünsterkirche in den 1920er Jahren

Das Maria Himmelfahrt geweihte Stift Obermünster wurde vermutlich im späten 8. Jahrhundert durch den Herzog von Baiern Tassilo III. gegründet. Sein Nachfolger Ludwig der Deutsche, aus dem Adelsgeschlecht der Karolinger und König des Ostfrankenreichs, erwarb auf Bitten seiner Ehefrau Hemma das Stift Obermünster in Regensburg im Tausch gegen die Abtei Mondsee bei Salzburg (urkundliche Belege fehlen). Seine Gemahlin Hemma stand bis zu ihrem Tod 876 dem Stift Obermünster als Äbtissin vor.
Nach 1002 wurde das Stift durch Schenkungen und Gewährung von Privilegien von Kaiser Heinrich II. aufgewertet und zu einem freien gefürsteten Reichsstift erhoben. Der Kaiser unterstützte auch den Bau einer Kirche, jedoch gelang es nicht, die Stiftsdamen strengen klösterlichen Ordensregeln zu unterwerfen. Stattdessen mussten die Stiftsdamen, um die Exklusivität des Stifts zu wahren, für eine Aufnahme in das Reichs-Stift 8 adelige Ahnen nachweisen. Ausländerinnen mussten für eine Aufnahme sogar 16 adelige Ahnen nachweisen. 1029 schenkte Kaiser Konrad II. dem Stift ein königliches Szepter. Er und Kaiserin Gisela traten dem Stift außerdem als Kanoniker und Kanonissin bei.
Die Position des Stifts als Reichs-Stift blieb zunächst jedoch umstritten. Erst 1216 wurde die Reichsunmittelbarkeit der nunmehrigen Reichsabtei durch Kaiser Friedrich II. bestätigt und damit gefestigt. 1484 bestätigte Papst Innozenz VIII. den Status als weltliches Damenstift.
1802 nach Bildung des Fürstentums Regensburg wurde das Reichsstift dem neuen Landesherren Fürstprimas Karl Theodor von Dalberg unterstellt, dann 1810 im Zuge der Säkularisation aufgelöst und zusammen mit der Stadt Regensburg in das neue Königreich Bayern eingegliedert. Die Bewohnerinnen hatten Bleiberecht bis 1822, als die letzte Äbtissin starb.

### Säkularisation, Kriegs- und Nachkriegszeit
Bis 1822 Wohn- und Ruhesitz der letzten Kanonissen, wurden die Gebäude des Stifts Obermünster radikal säkularisiert. Erst Bischof Sailer erreichte 1822 die Rückgabe der verstaatlichten Stiftsgebäude an das Bistum Regensburg. In den ehemaligen Gebäuden des Obermünsterstifts wurde zunächst ein Klerikerseminar und ab 1882 das bischöfliche Studienseminar St. Wolfgang eingerichtet.
Am 13. März 1945 zerstörten Bomben einen Teil der Stiftsgebäude und fast das gesamte Gebäude der Kirche. In den erhaltenen Kriegsruinen der Kirche empfangen die Regensburger Pfadfinder alljährlich das Friedenslicht von Bethlehem.
Von den Bomben kaum beschädigt blieb der entfernt frei stehende Glockenturm der Kirche weithin sichtbar erhalten. Ein Altar der Kirche im nördlichen Seitenschiff, gestiftet von Wandula von Schaumberg und erbaut 1534 bis 1540, wurde nur im Giebelbereich beschädigt, restauriert und transferiert in das Domschatzmuseum. Der Entwurf des Altars wird Albrecht Altdorfer zugeschrieben.
Nach 1969 erfolgte eine gründliche Sanierung der ehemaligen Stiftsgebäude und der Zusammenschluss mit mehreren Neubauten. Im neuen Gebäude-Ensemble finden sich heute das Diözesanzentrum, das bischöfliche Zentralarchiv, die bischöfliche Zentralbibliothek sowie die Kunstsammlungen des Bistums Regegensburg im Diözesanmuseum Obermünster.

#### Stadtviertel Obermünster (Obermünsterviertel)

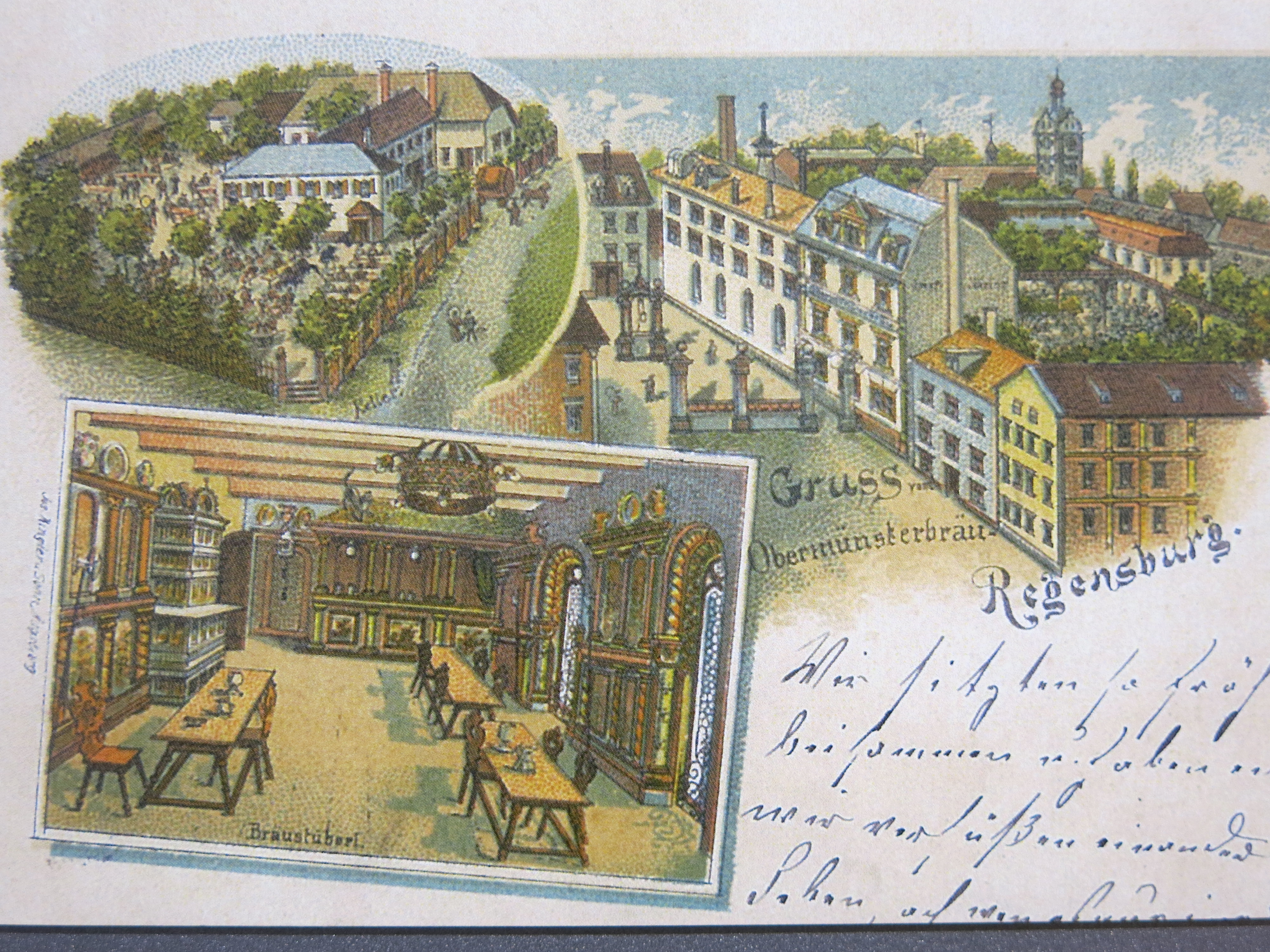
Stadtviertel Obermünster um 1912

Seit der Nachkriegszeit wird das gesamte Stadtviertel am südlichen Rand der Altstadt von Regensburg zwischen Neupfarrplatz und Petersweg als das Obermünsterviertel bezeichnet. Das westlich der Maximilianstraße als der städtischen Hauptverkehrsstraße abseits gelegene Stadtviertel hatte im 20. Jahrhundert lange Zeit einen eher negativen Ruf, denn das Stadtviertel wurde damals geprägt durch eine hohe Verkehrsbelastung, tagsüber verursacht durch starken Parkplatz-Suchverkehr nach kostenlosen Auto-Parkplätzen. In den Nächten störte zusätzlich der Lärm von Vergnügungsstätten am benachbarten 'Jesuitenplatz, verursacht von Besuchern der dort vorhandenen Diskotheken mit insgesamt hoher nächtlichen Lärmbelastung. Zusätzlich hatten die Bewohner des Stadtviertels auch zu leiden unter einer hohen Fluktuation im Einzelhandel. Deshalb wurde im Juni 2011 das ganze Stadtviertel zum Sanierungsgebiet erklärt und in ein beantragtes Städtebau-Förderungsprogramm aufgenommen. Ziel des Programms war, den Gebäudebestand zu sanieren, das Wohnungsangebot zu verbessern, Grün- und Freiflächen zu schaffen, einen Nebenarm des ehemals hier verlaufenden Vitusbaches wieder zu beleben und dadurch die Verkehrs- und Lärmbelastungen zu verringern. Bis Ende des Jahres 2023 wurden aber keine der geplanten Maßnahmen verwirklicht und es waren keine neuen Grünflächen und Wasserläufe entstanden. Obwohl ein neues Parkhaus erbaut worden war, blieb der Parkplatzsuchverkehr weiterhin stark, weil das Parkhaus schlecht angenommen wurde und im unübersichtlichen Stadtviertel weiterhin billigere Abstellmöglichkeiten für Autos zu finden waren
Daraufhin kam es im Oktober 2022 vor Ort zu einer von mehreren örtlichen Vereinen kulturell geprägten Protestveranstaltung, mit der die Stadtverwaltung zur Einhaltung ihrer ehemaligen Versprechungen aufgefordert wurde. Als Reaktion auf diese Veranstaltung zeichnet sich zum Jahresbeginn 2024 ab, dass die Verwaltung der Stadt Regensburg eine erneute Bestandsaufnahme ins Auge fasst, um die ehemals vorgeschlagenen Verbesserungsmaßnahmen zu verwirklichen.

## Äbtissinnen von Obermünster
| Zeiten               | Name der Äbtissin                              | Anmerkungen / Referenzen                                                                          |
| -------------------- | ---------------------------------------------- | ------------------------------------------------------------------------------------------------- |
| 876                  | Königin Hemma = Stifterin                      | [ 9 ]                                                                                             |
| 9./10. Jh.           | Chunegundis                                    | [ 9 ]                                                                                             |
|                      | Gisila                                         | [ 9 ]                                                                                             |
|                      | Beatrix                                        | [ 9 ]                                                                                             |
|                      | Sophia                                         | [ 9 ]                                                                                             |
|                      | Heilwig                                        | [ 9 ]                                                                                             |
| ca. 900/945          | Mathilde                                       | Zirngibl vermutet sie erst im 13. Jh.                                                             |
|                      | Irmgard                                        | Zirngibl vermutet sie erst im 14. Jh.                                                             |
|                      | Salome                                         | Zirngibl vermutet sie erst um 1200                                                                |
| um 1000              | Wezala / Uuezala                               | Jüngeres Verbrüderungsbuch St. Peter in Salzburg, datiert vmtl. um 1004                           |
| 1010–1029            | Wikpurg / Wichburg                             | [ 9 ] [ 11 ] [ 12 ] [ 13 ] [ 14 ]                                                                 |
|                      | Wulburga?                                      | Vermutlich gleichzusetzen mit Wichburg                                                            |
| 1045–1073            | Willa                                          | nach Zirngibl 1052–1073 belegt 1064 und 1073                                                      |
| 1089                 | Hazecha                                        | belegt 1089                                                                                       |
| 1110–1117            | Hadamuda                                       | [ 9 ]                                                                                             |
|                      | evtl. Eulica                                   | [ 9 ]                                                                                             |
| 1142–1177            | Hadwiga                                        | [ 9 ]                                                                                             |
| 1193                 | Euphemia von Helffenstein                      | [ 9 ]                                                                                             |
| 1209                 | Salome                                         | [ 9 ]                                                                                             |
| 1216                 | Gertrud I.                                     | belegt 1216                                                                                       |
| 1219–1225            | Mathilde von Reuffe                            | belegt 1219                                                                                       |
| 1227–1253            | Richza I. von Dornberg                         | [ 9 ]                                                                                             |
| 1259                 | Jutta                                          | nach Zirngibl 1295                                                                                |
| 1265                 | Gertrud II.                                    |                                                                                                   |
| 1272                 | Wilburg/Wilwirg von Leuchtenberg               | [ 9 ]                                                                                             |
| 1286–1292            | Ryssa I.(oder II.) von Leuchtenberg            | [ 9 ]                                                                                             |
| 1295                 | Jutta                                          | [ 9 ]                                                                                             |
| 1298–1304            | Alheidis I.                                    | [ 9 ]                                                                                             |
| ?1299                | ?Ryssa II. von Dornberg                        | nach Zirngibl 1227 als Richza I. von Dornberg                                                     |
| 1310–1324            | Bertha Wallerin                                | [ 9 ]                                                                                             |
| 1335                 | Irmgard Rohrbeckinn                            | [ 9 ]                                                                                             |
| 1347                 | Adelheid von Arenbach / Alheidis II. von Stauf | [ 9 ]                                                                                             |
| 1347/1364–1364       | Elisbeth von Parsberg                          | [ 9 ]                                                                                             |
|                      | Agnes I. von Puchberg                          | [ 9 ]                                                                                             |
| 1368–1371/2          | Katharina von Murach                           | Urkunde von 1368                                                                                  |
| –1374/1380           | Agnes I. von Wunebach                          | [ 9 ]                                                                                             |
| 1400–1402/1404       | Elisabeth II. von Murach                       | [ 9 ]                                                                                             |
| –1435                | Margarethe I. Sattelbogerin                    | [ 9 ]                                                                                             |
| 1435–1456            | Barbara von Absberg                            | [ 9 ]                                                                                             |
| 1456–1479            | Kunigunde von Egloffstein                      | [ 9 ]                                                                                             |
| 1479–1500/1505       | Sibylla von Paulsdorff                         | [ 9 ]                                                                                             |
| 1500– ?              | Agnes II. von Paulsdorff                       | [ 9 ]                                                                                             |
| 1533–1536; † 1560    | Katharina II. von Redwitz                      | [ 9 ]                                                                                             |
| 1533–1545            | Wandula von Schaumberg                         | [ 9 ]                                                                                             |
| –1564                | Barbara II. von Sandizell                      | [ 9 ]                                                                                             |
| 1564–1579            | Barbara III. Ratzin                            | [ 9 ]                                                                                             |
| 1579–1594/1597       | Magdalena von Gleissenthal                     | [ 9 ]                                                                                             |
| 1594–1608            | Margarethe II. Mufflin                         |                                                                                                   |
| abgesetzt 1607; 1623 | Dorothea von Dobeneck                          | [ 9 ]                                                                                             |
| 1608–1649            | Katharina Praxedis von Perckhausen             | [ 9 ]                                                                                             |
| 1649–1683            | Maria Elisabeth von Salis                      | Ihr Bruder der kaiserliche Feldzeugmeister Hans Wolfgang von Salis wurde in Regensburg beigesetzt |
| 1683–1719            | Maria Theresia von Sandizell                   | [ 9 ]                                                                                             |
| 1719–1765            | Anna Magdalena Franziska von Dondorff          | [ 9 ]                                                                                             |
| 1765–1775            | Maria Franziska von Freudenberg                | [ 9 ]                                                                                             |
| 1775–1803            | Maria Josepha von Neuenstein-Hubacker          | [ 9 ]                                                                                             |

## Bauwerke

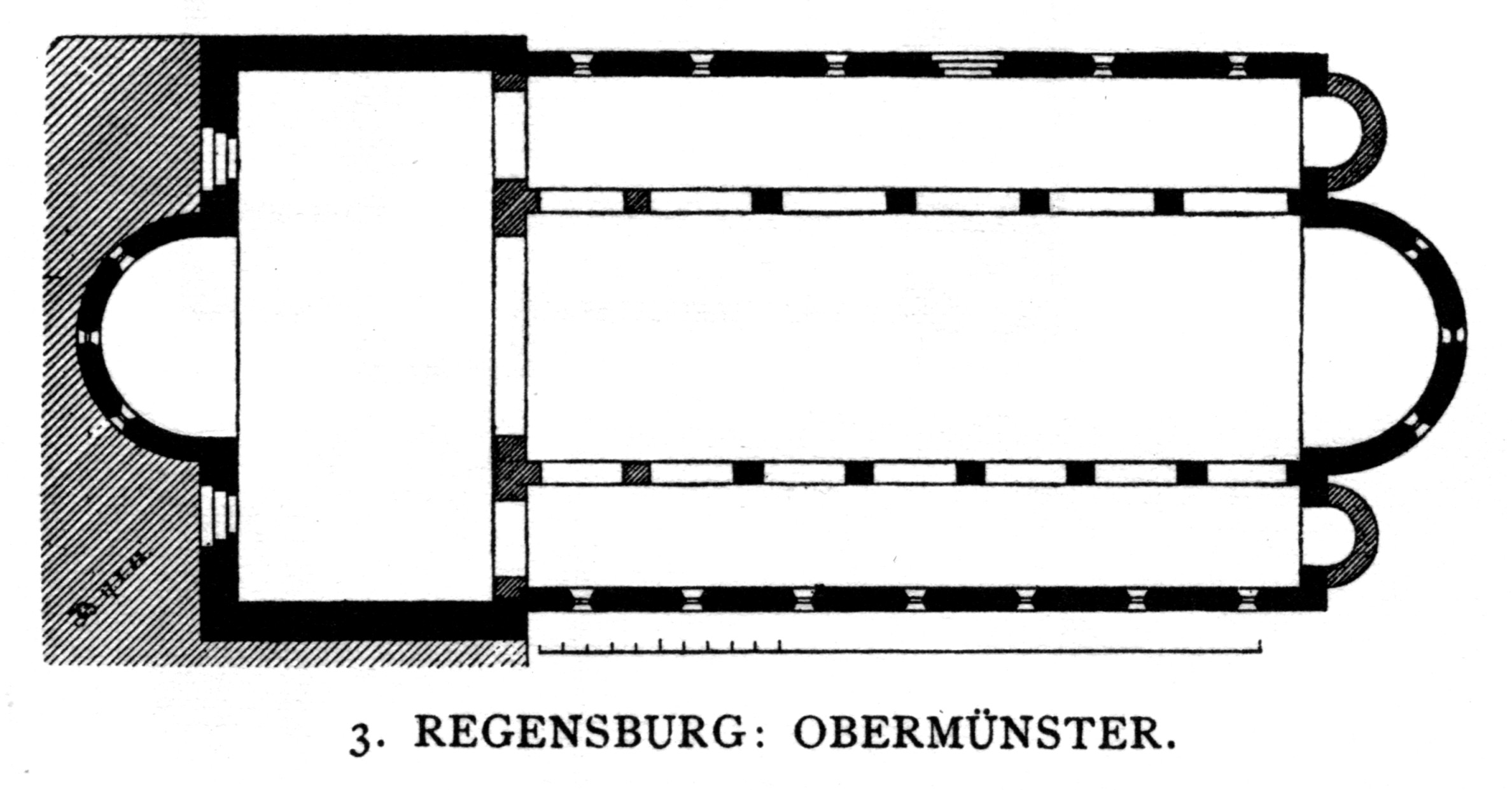
Grundriss der romanischen Basilika
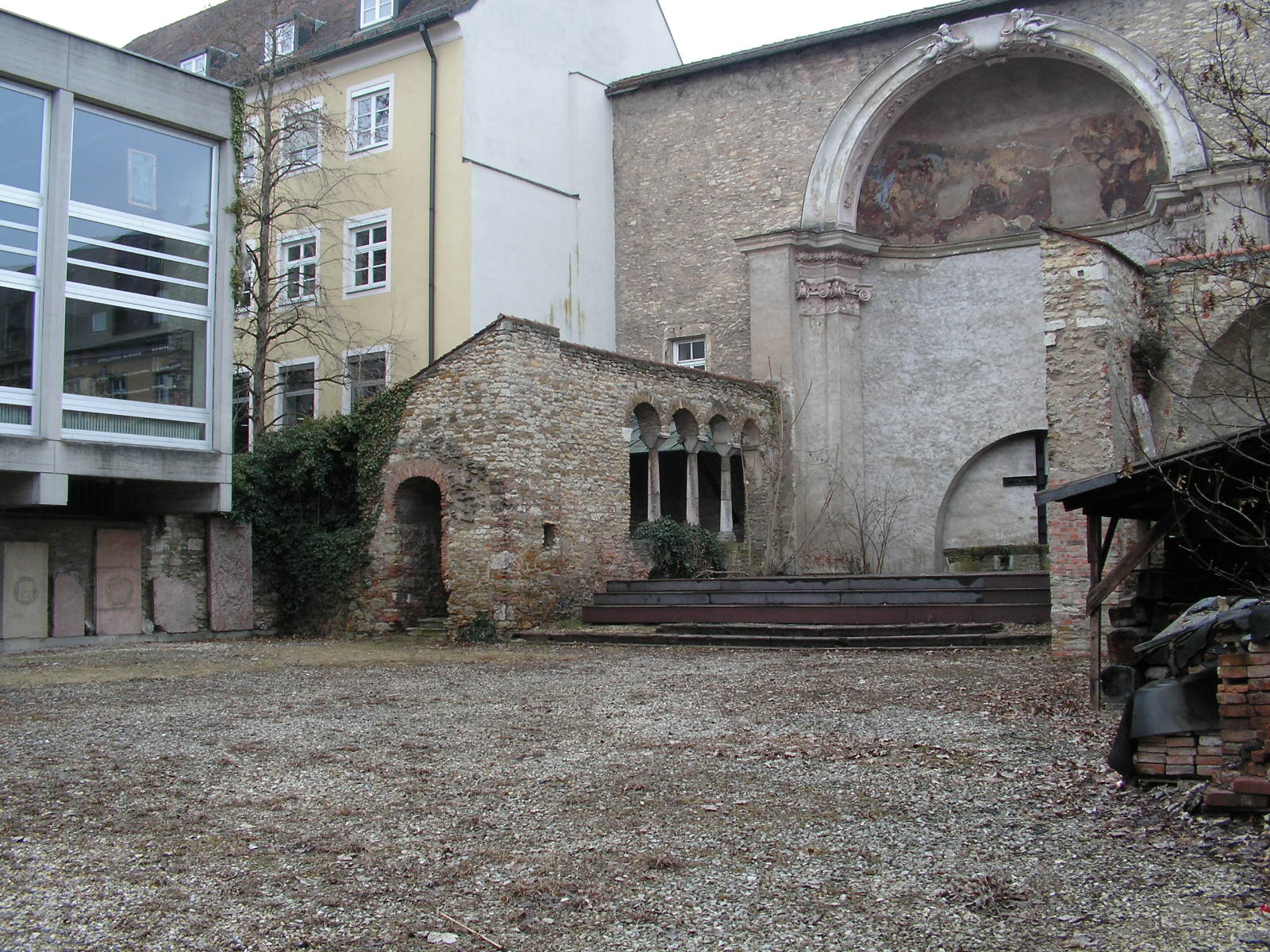
Ruine der Stiftskirche Obermünster, Reste des Chorbereichs
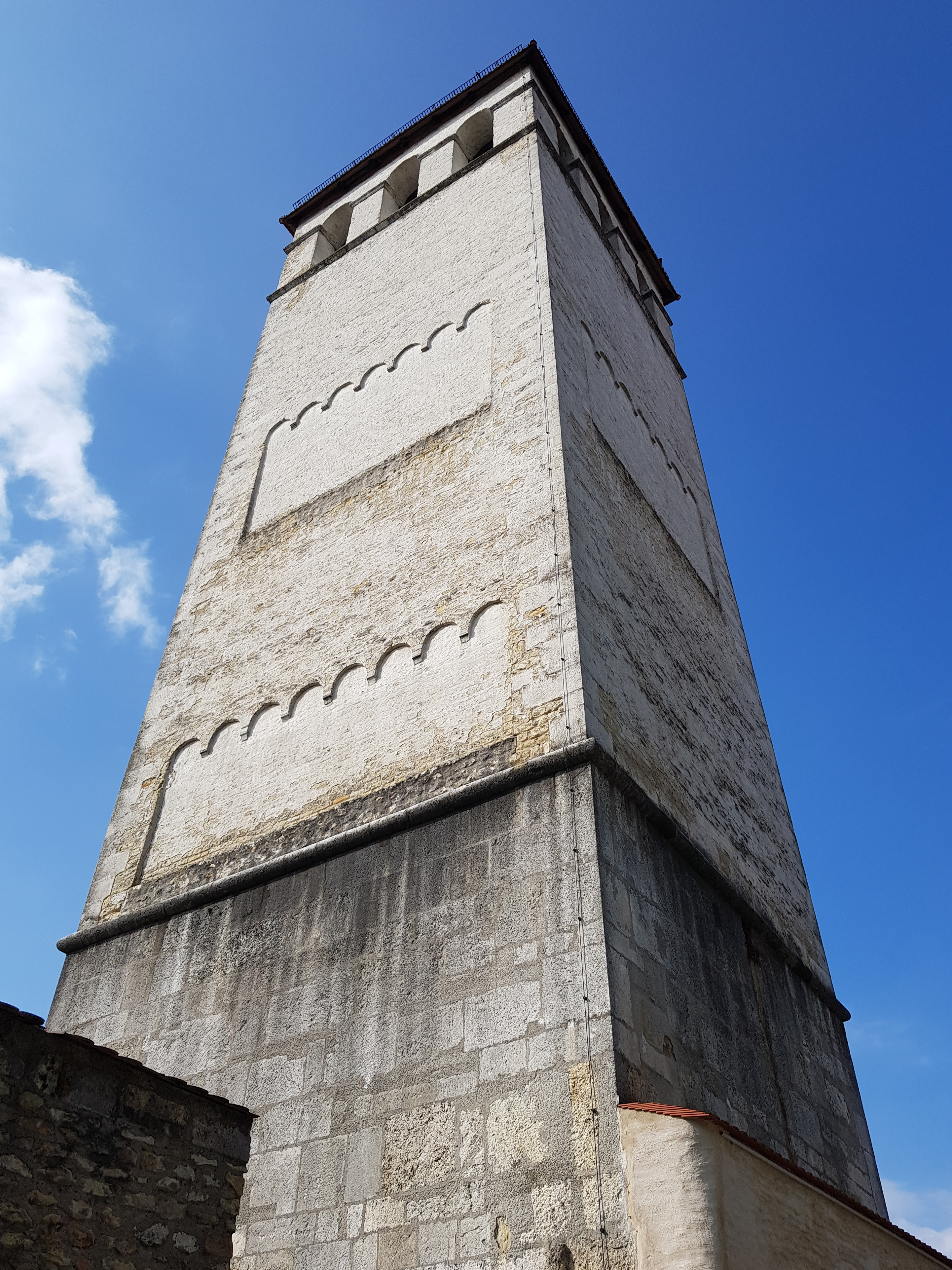
Campanile der Stiftskirche Obermünster
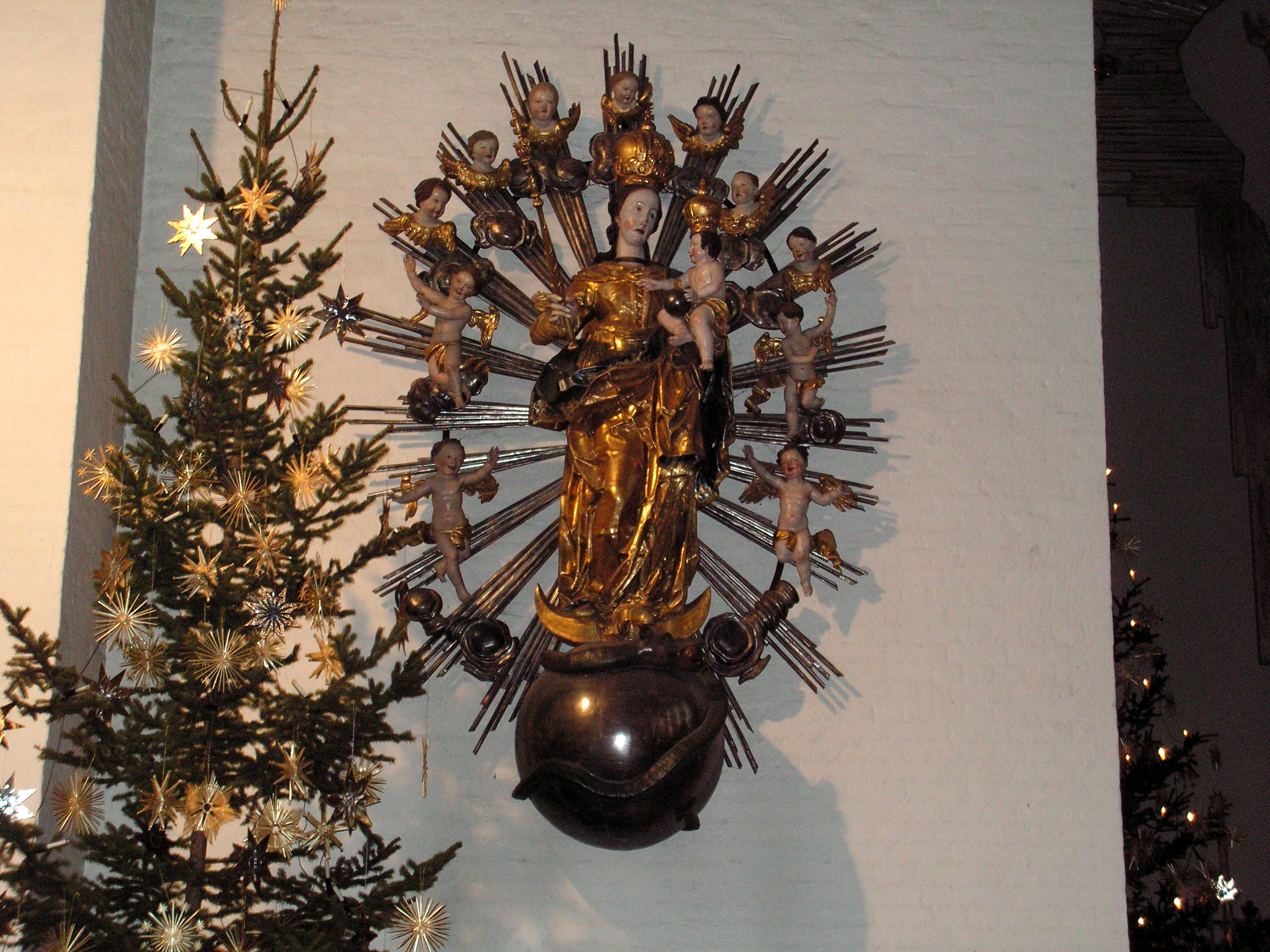
Madonna im Strahlenkranz od. Mondsichelmadonna. Unbekannter Künstler, 17. Jh. Heute in der Stadtpfarrkirche St. Josef in Dingolfing